# 元順帝
元順帝妥懽貼睦爾（1320年5月25日—1370年5月23日），明朝諡號為順帝，通称元顺帝，北元廟號為惠宗，故又称元惠宗，蒙古語稱號烏哈噶圖汗，又稱至正帝、庚申帝、庚申君，中国元朝第11位皇帝、蒙古帝国的第15位大汗。自公元1333年7月至1370年5月在位，共37年，作为全中国皇帝在位35年，是元朝统治全中国期间的最後一位皇帝，而他离京北迁之日被认定为元朝灭亡之时，其残余势力被称为北元。此后他在漠南領導北元政权與明朝對峙，直至逝世。

## 家世背景
- 高祖父：明孝太子真金，元世祖嫡子，高祖母闊闊真王妃。
- 曾祖父：答剌麻八剌，忽必烈太子真金之次子，曾祖母答己王妃
- 祖父：元武宗海山，祖母亦乞烈妃子。
- 生父是元明宗，生母是葛邏祿人迈来迪。
- 延祐七年四月十七日（1320年5月25日），生于北方草原，元顺帝是元明宗的长子、元武宗的长孙。

## 生平

### 幼年
延祐七年四月十七日（1320年5月25日），生於北方草原，生父是元明宗，生母是迈来迪。

### 流放
至順元年（1330年）四月，元明宗皇后八不沙被杀，妥懽帖睦尔被驱逐，首先被驱逐到高丽大青岛，後来到湖广等处行中书省静江（今桂林）。

### 拥立
至順三年十一月二十六日（1332年12月14日），其弟元宁宗逝世，太后弘吉剌·卜答失里仍坚持弃子立侄，下令立妥懽帖睦尔为皇帝，受到左丞相欽察人燕帖木儿反对，在燕帖的阻攔下，一直未能回帝都燕京汗八里即位。

### 继位
- 至顺四年（1333年）五月左丞相燕帖木儿病死。
- 至順四年农历六月初八（1333年7月19日）妥懽帖睦尔最终得以继位。

### 任內大事记
- 1333年六月，元顺帝登基后不久，任命伯颜为太师、中书右丞相。
- 元统三年（1335年）六月，欽察人燕帖木儿的儿子唐其势阴谋推翻元顺帝，另立文宗义子答剌海。右丞相伯颜粉碎唐其势叛乱。粉碎唐其势叛乱后，伯颜的势力大增，把持着朝政，史稱伯颜专权。
- 1335年七月，元顺帝被迫下诏罢除左丞相，专命伯颜为中书右丞相，伯颜开始专权，他甚至一度不把元顺帝放在眼裏。伯颜采取排挤汉人的政策，如禁止汉人参政、取消科举、不许汉人学蒙古语等，这些做法加深了汉蒙两族之间的不和，也使得元顺帝更加不满。

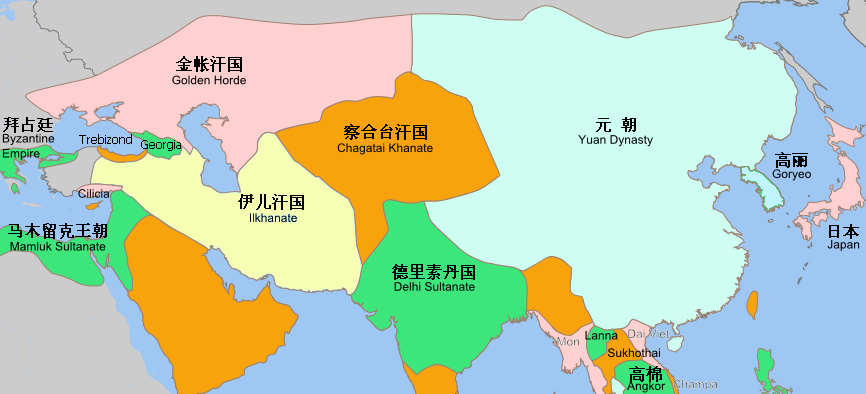
1335年元朝和三大汗国疆域图，窝阔台汗国于1310年灭亡

- 至元六年（1340年）二月，在伯颜之侄脱脱的帮助下，元顺帝罢免并流放伯颜。六月，废黜元文宗子燕帖古思的太子地位并将之流放。七月，燕帖古思在放逐途中被杀，从而消除了夺权隐患，控制了政局。伯颜的一系列排挤汉人的政策也全部被废除。
- 至正十年（1350年），发行至正宝钞。
- 至正十一年（1351年）四月初四日，诏命贾鲁为工部尚书、充总治河防使。征发民工15万，军士2万，兴役治黄河。贾鲁回朝，向元顺帝上《河平图》。
- 至正十三年（1353年）五月，身为中书左丞的贾鲁，突然病卒，享年57岁。

### 任內民變
- 至正十一年（1351年），徐壽輝起兵，建天完朝，陳友諒投效其將領倪文俊麾下。
- 至正十五年（1355年）2月，刘福通迎韓山童之子韓林兒為皇帝，稱小明王，国号宋，定都亳州，建元龙凤。他为枢密院平章，旋改任丞相。
- 至正十七年（1357年）二月，龙凤将领毛贵浮海破胶州；三月，陷莱州，据益都。龙凤将领李武、崔德绕过潼关，夺七盘，进据蓝田，直趋奉元。六月，刘福通自帅一军攻汴梁，余军分三路北伐：關鐸、潘誠、沙劉二等攻怀庆，深入晋冀，白不信、大刀敖等西取关中；毛贵自山东北上。
- 至正十七年九月，陳友諒襲殺反徐壽輝的倪文俊，自稱勤王，自稱宣慰使，起兵攻下江西諸路，連克江西、安徽、福建等地。
- 至正十八年（1358年）二月，毛贵攻占济南。三月，毛贵北攻蓟州、漷州，进逼枣林，距大都一百二十里，战失利，退回济南。五月，刘福通攻破汴梁，自安丰（今安徽寿县）迎韩林儿，定为国都。龙凤政权中央分设六部、御史等诸官属；在山东、江南等地分设行省。
- 至正十九年（1359年）正月，關鐸、潘誠、沙劉二东攻全宁，焚鲁王府宫阙。再破元上都，焚之。进破辽阳，入高丽境。八月，汴梁被察罕帖木儿攻破，刘福通与韩林儿退据安丰（今安徽寿县）。
- 至正十九年，陳友諒殺天完將領趙普勝，挾徐壽輝，遷都江州（今江西九江），自立為漢王。
- 至正二十年（1360年），陳友諒攻陷太平路，命死士刺殺徐壽輝於至太平路采石（今安徽省馬鞍山市）五通廟，隨即登基稱帝，國號漢，改元大義，以鄒普勝為太師，張必先為丞相。隨即與張士誠合攻朱元璋。朱元璋金陵應天府被圍，只好遣胡大海進攻信州，迫陳友諒回師救援，朱元璋一面離間張士誠，張按兵不動。陳朱雙方在金陵城西北的龍灣展開惡戰，不巧江水退潮，百艘巨艦擱淺，陳友諒大敗，敗走江州（今九江）。
- 至正二十三年（1363年）二月，張士誠遣呂珍圍攻安豐，杀劉福通。朱元璋前往救援，打败呂珍，迎韓林兒到滁州。
- 至正二十三年，陳友諒率六十萬水軍進攻朱元璋，朱以水軍二十萬親征，是為「鄱陽湖之戰」。陳友諒自恃巨艦出戰，採用炮攻，差點捕獲朱元璋。隨後，朱元璋採納郭興的建議，利用東北風而改用火攻，致使陳友諒部隊大量受損。之後朱元璋利用鄱陽湖水位降低便於小舟活動，改為分兵水路圍攻陳友諒。陳友諒突圍時起霧，陳從船艙中探頭出看，竟中流箭而死，漢軍潰敗。隨後朱元璋圍攻武昌，並盡佔湖北各地。陳友諒死後，張定邊等人在武昌立陳友諒次子陳理登基为帝，改元德壽。
- 至正二十四年（1364年），朱元璋西吴军廖永忠部兵臨武昌城下，陳理出降。
- 至正二十八年（1368年9月14日），明朝军队从元大都齐化门外攻城而入，蒙古退出中原，元朝对長城以南的區域統治结束。

### 北遷
至正二十八年闰七月二十八日（1368年9月10日），徐达率领的军队逼近大都，元顺帝夜半开大都的健德门北奔，率太子愛猷識理答臘、后妃、臣僚等离開大都。八月初二日（1368年9月14日），明朝军队从大都的齐化门攻城而入，元朝正式退出中原，回到北方草原，史稱北元。八月初四日（1368年9月16日），元顺帝到达上都。
至正二十九年六月十三日（1369年7月16日），明军逼近上都，元顺帝离开上都，当天到达应昌。六月十七日（1369年7月20日），明军将领常遇春攻克上都。
元顺帝在上都和应昌曾两次组织兵力试图收复大都，但都被明朝军队击败。

### 駕崩
元顺帝至正三十年、明太祖洪武三年四月二十八日（1370年5月23日），元顺帝因痢疾崩於应昌，享年50岁。死後得庙号惠宗，蒙古語稱“烏哈噶圖汗”。明太祖認為他“順天應人”，上諡號顺皇帝。
皇太子愛猷識理答臘在应昌繼承了皇位，史稱元昭宗，并于1371年改元宣光。至正三十年五月十六日（1370年6月10日），明军将领李文忠攻克应昌，爱猷识理达腊逃往和林延续北元，繼續和明朝对抗。

## 改革措施

### 至正新政
1340年-1344年，脱脱第一次为相期间，以及1344年-1349年，元顺帝亲政期间，采取了一系列改革措施，以革新政治，缓和社会矛盾，史称“至正新政”。

### 顺帝亲政
1344年五月，脱脱因病辞职，1344年-1349年，由元顺帝亲政，至正六年（1346年），颁行法典《至正条格》，以完善法制；颁布举荐守令法，以加强廉政；下令举荐逸隐之士，以选拔人才。
脱脱第一次为相期间和元顺帝亲政前期，政治比较清明，社会矛盾有所缓和，但未能从根本上解决积弊已久的社会问题。

## 至元废科与至正复科
至元元年（1335年）十一月，专权的右丞相伯颜使得顺帝下诏停止科举取士，因为伯颜专权到至元六年（1340年）二月，原本定于至元二年（1336年）和至元五年（1339年）在大都举行的两次科举取士都被迫停止，史称“至元废科”。
1340年二月，伯颜去职，脱脱被顺帝任命为知枢密院事；1340年十月，顺帝任命脱脱为右丞相。
至元六年（1340年）十二月，顺帝下诏恢复科举取士。至正元年（1341年）八月，全国范围内恢复乡试，至正二年（1342年），会试和殿试相继在大都举行，史称“至正复科”。
此后科举取士三年一次，至正二十六年（1366年），最后一次在大都举行会试和殿试。1368年八月元朝退回草原后，不再有科举取士。

## 传世文献

### 宪台通纪
至元二年（1336年），在增订元仁宗年间的监察法规《风宪宏纲》的基础上，将有关御史台的典章制度汇编为《宪台通纪》。

### 至正条格
至元四年（1338年）三月，命中书平章政事阿吉剌根据《大元通制》编定条格，至元六年（1340年）七月，命翰林学士承旨腆哈、奎章阁学士崾崾等删修《大元通制》，至正五年（1345年）十一月书成，右丞相阿鲁图等入奏，请元顺帝赐名《至正条格》。
这部法典共有2,909条，其中包括制诏150条、条格1,700条、断例1,059条。
至正六年四月五日（1346年4月26日），将《至正条格》中的条格、断例两部分（2,759条）颁行天下。1368年9月14日元朝退回草原后，《至正条格》逐渐失传。
2002年在韩国庆州发现元刊残本《至正条格》，包括条格12卷、断例近13卷，以及断例全部30卷的目录。其中，条格存374条，断例存426条，总数共计为800条。

## 轶闻

### 身世坎坷
後世盛傳元顺帝妥懽帖睦爾为宋恭帝之子。元文宗曾佈告中外，“言明宗在朔漠之时，素谓（妥懽帖睦爾）非其己子。”遂徙於高麗，後遷靜江。元末明初人權衡撰《庚申外史》，謂瀛國公駐錫甘州山寺（元時稱十字寺，即張掖大佛寺）時，封地位於汪古部舊地及居延一帶的趙王曾以一葛逻禄女子與之（即順帝生母邁來迪）。延祐七年四月，回回女生一男子。時值武宗長子周王和世琜（即位後為元明宗）流亡西北，過甘州山寺，見瀛國公幼子，“大喜，因求為子，並其母載以歸”。明代以後，此說遂成確論。至清代，四庫提要認為此說乃宋遺民僞造，明人“附會而盛傳之”，“覈以事實，渺無可據，實為荒誕之尤，非信史也”。”近時學者有謂瀛國公在移駐甘州之前，可能居于謙州吉利吉思地界（今葉尼塞河上游）。當時周王和世琜自陝西至嶺北過金山（阿爾泰山），流亡於察合臺後王封地，地理上與謙州接近，因此有相見贈子（趙㬎贈子）的可能。
虽然宋恭帝和元明宗有相见赠子的可能，但是根据众多史料分析，元顺帝妥懽帖睦爾不可能是宋恭帝的儿子，只能是元明宗的儿子。
元文宗虽然曾下诏天下，“元明宗在朔漠之时，素谓非其己子”，并将妥懽帖睦爾流放到广西静江，但是在1332年12月14日元宁宗懿璘质班（元明宗嫡长子）去世后，元文宗卜答失里皇后不顾右丞相燕帖木儿的坚决反对，不立元文宗的儿子燕帖古思，而是一定要立妥懽帖睦爾（元明宗庶长子），并在燕帖木儿死后最终立妥懽帖睦爾为帝。
由此可以推断，元顺帝妥懽帖睦爾只能是元明宗的儿子，不可能是宋恭帝或者其他人的儿子。元文宗在位时下诏天下说他不是元明宗的儿子，并将他流放到广西，只是为了避免他对元文宗本人的皇位产生威胁，同时也为了剥夺他将来即位的合法性，但元文宗后来在去世前因为毒死哥哥元明宗一事而幡然悔悟，于是立下遗诏，不立自己的儿子，只准立元明宗的儿子，于是卜答失里皇后先后立了元宁宗和元顺帝为帝。
元世祖忽必烈的后裔众多，如果元顺帝不是元明宗的儿子，那他自然就不是元世祖后裔，元文宗卜答失里皇后不可能立他为帝，其他的元朝皇族也一定会坚决反对，众位大臣们也不会同意。从元文宗皇后坚持一定要立他为帝这一点就足以以推断出元顺帝妥懽帖睦爾一定是元明宗的儿子，一定不是宋恭帝的儿子，说他是宋恭帝之子不过是野史传闻，不可采信。

### 鲁班天子
元顺帝执政后期，怠于政事，荒淫於游宴，學“行房中运气之术”。另外，他有匠材，能製金人玉女自动报时器。又造宫漏，“其精巧绝出，人谓前代所罕有”，作為皇帝發明家，史稱「魯班天子」。他還造龍船，也會建築製圖，常常親自參與工程設計。元順帝在清寧殿前建造精巧別致的山子、月宮等。不過，朱元璋評價，其機械發明是玩物喪志，這些作品就沒有保存，湊巧的是，明熹宗後來卻也沉迷木工。

### 父子关系
三国时期曹魏李康《运命论》：“夫黄河清而圣人生。”元顺帝统治年间，出现过三次“河清”，一次是至正二十年（1360年），“十一月甲寅朔，黄河清，凡三日。”，另一次是至正二十二年（1362年），“黄河自河东清者千余里，河鱼历历，大小可数。庚申帝闻之，惨然不乐者数日。群臣奏曰：“河清，王者之瑞，胡为不乐耶？”上曰：“传云，黄河清，圣人生。当有代朕者。”群臣复曰：“皇太子生子，是陛下圣孙，即其应也。”上笑而释。 ”还有一次是至正二十四年（1364年），“五月甲子朔，黄河清。”
到了至正十年（1350年）國内发生通货膨胀，加上为了治水（當時因黃河水災頻繁，元顺帝下令右丞相脫脫遏黄河回故道以整治水患）加重了徭役，导致至正十一年（1351年）红巾军起事，红巾军一度在1359年1月8日攻入上都，焚毁宫阙，留七日后方才离去。虽然在元朝名将察罕帖木儿的努力下，1362年元军获得很大战果，但由于叛軍的势力已经很大，朝廷内部又发生皇帝和皇太子愛猷識理答臘（即后来即位的元昭宗）两派之间的明争暗鬥，因此元顺帝无法有效地控制政局，而在外的各行省将领各行其是，不听中央统一指挥。这一切给朱元璋提供了巩固其地位的机会。

## 元亡明興
至正二十八年正月初四日（1368年1月23日）朱元璋在應天府建立明朝，統一中國南方，責令北伐，徐达率领的军队逼近大都，闰七月二十八日（1368年9月10日），元顺帝夜半开大都的健德门北奔，率太子愛猷識理答臘、后妃、臣僚等逃离大都，八月初二日（1368年9月14日），明朝军队从大都的齐化门攻城而入，元朝正式退出中原，回到蒙古草原。
八月初四日（1368年9月16日），元顺帝到达上都。至正二十九年六月十三日（1369年7月16日），明军逼近上都，元顺帝离开上都，当天到达应昌。六月十七日（1369年7月20日），明军将领常遇春攻克上都。
元顺帝在上都和应昌曾两次组织兵力试图收复大都，但都被明朝军队击败。至正三十年（洪武三年）四月二十八日（1370年5月23日）元顺帝因痢疾在应昌去世，享年五十一岁。
皇太子愛猷識理答臘在应昌繼承了皇位，是为元昭宗，并于1371年改元宣光。至正三十年五月十六日（1370年6月10日），明军将领李文忠攻克应昌，爱猷识理达腊退往和林。

## 外交

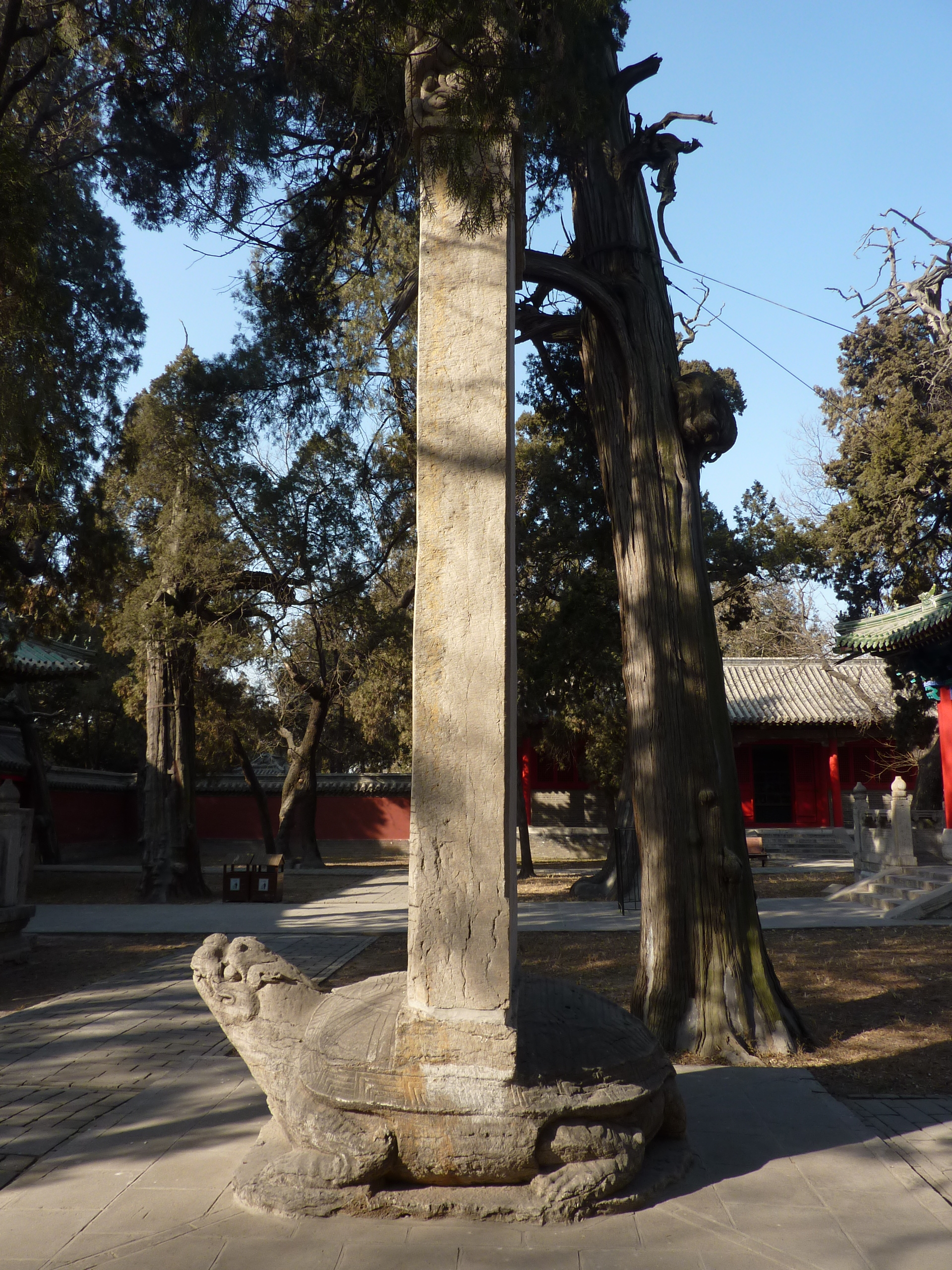
曲阜重建颜庙纪念碑 至正九年(1349 AD)

### 圣座
教宗若望二十二世和教宗本篤十二世成功地在整个大蒙古国推广天主教會，从1317年到1343年，从克里米亚半岛到中国。汗八里總教區總主教孟高维诺於1328年逝世，随后阿蘇特人1336年写信给本篤十二世要求派遣新的總主教。1336年，元顺帝派遣留住在中国的拂郎国人安德烈等十五人回访欧洲，并致书圣座。教宗应约1338年派以马黎诺里为首的数十人的使团来到中国，将近3年后，于1342年七月抵达元上都，七月十八日（农历）元顺帝在上都慈仁殿会见了来使。马黎诺里向顺帝进呈教宗信件和一匹佛郎国马，这匹被称作天马的法国马，“长一史一尺三寸，高六尺四寸”，引起朝中的惊叹。后顺帝敕画家作画，来记述这一朝贡盛事。周朗曾奉旨作过《佛郎国献马图》。

### 德里蘇丹國
1341年，德里蘇丹國苏丹穆罕默德·賓·圖格魯克派摩洛哥旅行者伊本·白图泰作使者访问元朝以拜访元顺帝，其礼物包括200名印度教徒奴隶，但在多布平原遭到印度教徒的袭击，帝国4,000骑兵全部遇难，失踪78人，他们被分割、捕捉、有的被杀害；1345年，伊本·白图泰幸运抵达中国，并選擇继续向北行走，和他的伙伴阿爾布什利（Al-Bushri）经过京杭大运河到北京，拜访元顺帝。

### 日本
高丽抓获一日本渔船，认为该渔船是间谍船，并将该船送往宗主元朝，順帝命令释放回国，足利幕府派遣由一名和尚带领的使团访问表示感谢。
倭寇在这一时期频繁骚扰中国沿海，据泉州地方志记载，至元二年（1336年）和至正七年（1347年）惠安县衙两次被倭寇烧毁；至正年间（1341—1368年），一股倭寇在金门登陆，于马坪附近各乡村大肆焚掠，因台风沉船，被当地群众全部歼灭。至正十八年以来，倭人连寇濒海郡县，至正二十三年八月丁酉朔，倭寇蓬州，被守将刘暹击败。

## 家庭

### 妻
- 答纳失里皇后，钦察氏，元顺帝第一任皇后，1333年被册立为皇后，1335年被赶出皇宫，在开平民舍被丞相伯颜用毒酒毒死。
- 伯颜忽都皇后，弘吉剌氏，元顺帝第二任皇后，1337年三月被册立为皇后，1365年八月去世
- 奇皇后，蒙古名字完者忽都，高丽人，元顺帝第三任皇后，1337年伯颜忽都被册立为皇后，1340年奇氏被册立为第三任皇后，1365年被册立为皇后，1368年随元顺帝一起逃离大都，回到北方草原，1369年去世[13]
- 木纳失里皇后，弘吉剌氏，元顺帝第四任皇后，1348年去世

### 妾
- 淑妃龍瑞嬌
- 淑妃程一寧
- 淑妃戈小娥
- 麗嬪張阿元
- 麗嬪支祁氏
- 才人凝香兒
- 才人英英

### 儿子
- 爱猷识理达腊，1353年被立为皇太子，1370年即位称帝，北元皇帝，生母是奇皇后
- 元天元帝脱古思帖木儿，1378年即位称帝，北元皇帝
- 真金，生母是伯颜忽都皇后，二岁夭折
- 雪山，生母是伯颜忽都皇后，1364年，孛罗帖木儿率兵入京，赶走皇太子爱猷识理达腊，试图拥立雪山为皇太子，1365年，孛罗帖木儿被刺身亡，爱猷识理达腊与扩廓帖木儿（王保保）率兵入京，伯颜忽都皇后以忧死，幼子雪山，其母家取归直北海都田地。[14]此外，一些学者认为他是蒙古后来的额勒伯克尼古埒苏克齐汗[15]
- 失秃儿太子，又写作实逗太子，1351年奉命前往高丽，并娶高丽女为妃。[16]1389年北元滅亡後，他还被明朝羁留[17]
- 峦峦太子，1353年奉命前往高丽，并娶高丽女为妃[16]

## 相關影視作品及扮演者

### 電視劇
| 年份 | 電視台     | 劇名         | 演員                          |
| 1987 | TVB        | 大明羣英     | 李龍基                        |
| 1998 | CTS        | 乞丐皇帝傳奇 | 王頻                          |
| 2005 | 湖北电视台 | 武當         | 陳祖烈                        |
| 2005 | MBC        | 辛旽         | 李錫九                        |
| 2013 | MBC        | 奇皇后       | 池昌旭                        |
| 2014 | 蒙古电视台 | 諸侯時代     | 门德赛汗·恩赫赛汗、額爾登巴特 |
| 2016 | 重慶电视台 | 真命天子     | 張明明                        |

### 動漫
- 《天子傳奇6洪武大帝》:

## 相关史料
- 《至正条格》，1346年元顺帝颁布的元朝第三部法律，现存残本收录1260年—1344年元朝官方颁布的关于法律方面的圣旨条画、律令格例以及司法部门所判案例的汇编，史实多为《元史》所不载。
- 《南村辍耕录》，元末明初陶宗仪撰写，1366年写成。书中称“至正今二十六年”，由此可推断成书时间为至正二十六年（1366年），书中称元顺帝为“今上皇帝”。
- 《庚申外史》，元末明初权衡撰写。本书完成于1368年明军攻克元大都之后。
- 《草木子》，元末明初叶子奇撰写，1378年写成。
- 《北巡私记》，元朝官员刘佶根据亲身经历，撰写的元顺帝至正二十八年闰七月一直到至正三十年正月，一共十九个月之事，是关于元顺帝逃离大都后北元朝廷的运转情况的唯一汉文史料记载，具有极高的史料价值。
- 《元史·顺帝本纪》 （页面存档备份，存于），明朝官修正史
- 《新元史·顺帝本纪》 （页面存档备份，存于），民国官修正史
- 《续资治通鉴》 （页面存档备份，存于），清朝史学家毕沅撰写。
- 《元史类编》，清朝史学家邵远平撰写。
- 《元史新编》，清朝史学家魏源撰写。
- 《元书》，清朝史学家曾廉撰写。
- 《蒙兀儿史记》，清末民初史学家屠寄撰写。
- 黄仁宇，赫逊河畔谈中国历史-元顺帝
- 卜答失里后立侄取禍

## 評價
- 元顺帝即位前，朝廷太史的看法：“不可立，立则天下乱。”[18]
- 清朝史学家邵远平《元史类编》的評價是：“册曰：绝人巧智，惟事荒恣；纲纪懈弛，用殄厥世；稗史所称，非明宗嗣；附会诏书，事近暧昧。”[19]
- 清朝史学家曾廉《元书》的評價是：“论曰：世有畏其子之悍戾而柔之以秘密佛法者乎？昔隋炀父子相忌，至死而俱不悟，可哀也。宠妾骄子，目羸豕蹢躅之戒而忘为潜龙，至于屠戮将相，擅兴兵戎，脱脱、太平因是陨身丧家，而激孛罗、扩廓之辟，如人之有肢体，而构之伤残，雀彀未成而社稷墟矣。然以秃鲁帖木儿之言，杀合麻、雪雪，而曾不察废立之谋之出自宫闱也。则帝亦谚所谓莫知苗硕者也。犹复徘徊塞下，考终沙漠，非不幸矣。”[20]
- 清末民初史学家屠寄《蒙兀儿史记》的評價是：“先是，汗居应昌，常郁郁不乐，作歌曰：‘失我大都兮，冬无宁处；失我上都兮，夏无以逭暑。惟予狂惑兮，招此大侮；堕坏先业兮，获罪二祖。死而加我恶谥兮，予妥懽帖睦尔奚辞以拒？’歌声甚哀。继之以泣。至今蒙兀人尚能按之。汗性好技巧，尝于内苑造龙船，自制模型，委供奉少监塔思不花监匠仿作。船成，首尾长百二十尺，广二十尺。前瓦簾穿廊、两暖阁，后吾殿楼子，龙身及殿宇皆五彩金涂，行时龙首口、眼、两爪及尾胥动。水手二十四人，黄袜额、服紫衫，束金荔枝带。于船之两舷各手一篙，自后宫至前宫山下海子内，往来游戏。又自制宫漏，约高六七尺，广半之，造木为匮，藏诸壼其中，运水上下，匮上设西方三圣殿，匮腰立玉女，奉时刻筹，时至辄浮水而上，左右列二金甲神，一县钟，一县钲。夜则神人自能按更而击，无分豪差，当钟钲之鸣，狮凤在侧者皆翔舞。匮之东西有日月宫，飞仙六人立宫前，遇子午时，飞仙自能耦进，度仙桥达三圣殿，已复退立如前。精巧绝伦，前代未有。汗冲龄践阼，颇能尊师重道，自诛伯颜，躬裁大政，一时有中主之目。久之昵比群小，信奉淫僧，肆意荒嬉，万几怠废，宫庭亵狎，秽德章间。遂令悍妻干外政之柄，骄子生内禅之心，奸相肆蠹国之谋，强藩成跋扈之势。九重孤立，威福下移，是非不明，赏罚不公，水旱频仍，盗贼滋起。人心既去，天命随之矣。”[21]
- 民国官修正史《新元史》柯劭忞的評價是：“顺帝自以新意制宫漏，奇妙为前所未有，又晓天文灾异。至元二十二年，自气起虚后，扫太微垣，台官奏山东应大水。帝曰：‘不然，山东必陨一良将。’未几，察罕帖木儿果为田丰所杀。其精于推验如此。乃享国三十余年。帝淫湎于上，奸人植党于下，戕害忠良，隳其成功。迨盗贼四起，又专务姑息之政，縻以官爵，豢以土地，犹为虎傅翼，恣其抟噬。孟子有言：安其危，而利其灾，乐其所以亡者。呜呼，其帝之渭欤！然北走应昌，获保余年；视宋之徽、钦，辽之天祚，犹为厚幸焉。”[22]
- 庚申外史认为：他不嗜酒，善画，又善观天象。性格顽劣。当时有人认为他昏愚、优柔不断。可是庚申外史认为，他并非如此，而是一个阴毒的人，幼年“头发常生虮虱，使民妪捕之，告妪曰：「是虽血食于我，我不忍杀之，不如以纸裹之，悬于屋檐下，冷杀可也。」”其问甲则曰：「乙与汝甚不许也。」问乙则曰：「甲与汝甚不许也。」及甲之力足以去乙，则谓甲曰：「乙尝欲图汝，汝何不去之也？」乙之力足以去甲，则亦如是焉。故其大臣死，则曰：「此权臣杀我也。」小民死，则曰：「此割据弄兵杀我也。」人虽至于死，未尝有归怨之者。看似善良，实际上善于挑拨他人矛盾，借刀杀人。

## 延伸阅读
[在维基数据编辑]
 《元史·卷038》，出自宋濂《元史》
 《元史/卷039》，出自宋濂《元史》
 《元史·卷040》，出自宋濂《元史》
 《新元史/卷023》，出自柯劭忞《新元史》
 《新元史/卷024》，出自柯劭忞《新元史》
 《新元史/卷025》，出自柯劭忞《新元史》
 《新元史/卷026》，出自柯劭忞《新元史》
 在维基共享资源阅览影像